# Саркюля
Саркюля (вод. Saarcülä, фин. Saarkylä) — деревня в Кузёмкинском сельском поселении Кингисеппского района Ленинградской области.

## Название
Название означает — деревня на острове.

## История
Впервые упоминается в писцовых книгах Шелонской пятины 1571 года как деревня Narofschoi Ostof by в Ямском Окологородье.
Согласно шведским «Балтийским писцовым книгам» (Baltiska Fogderäkenskaper) деревня носила названия: Sarakÿla (1582 год), Sarakÿlla (1584 год), Sarrekÿlla (1585 год), Sareckÿlla (1586 год),
Sarenkÿlla (1589 год). В 1589 году владельцем земли в деревне являлся Caarl Hÿnrikßonn.
На карте Ингерманландии А. И. Бергенгейма, составленной по шведским материалам 1676 года, она обозначена как Sarenkylä.
По разрешению Нарвского магистрата 1684 года местные мужчины могли варить пиво, но продавать его разрешалось только бочками, держать корчму запрещалось.
На шведской «Генеральной карте провинции Ингерманландии» 1704 года она нанесена как Sarenky.
Как деревня Сарокила упомянута на «Географическом чертеже Ижорской земли» Адриана Шонбека 1705 года.
Как деревня Саракуля обозначена на карте Ингерманландии А. Ростовцева 1727 года.
На карте Санкт-Петербургской губернии Ф. Ф. Шуберта 1834 года упоминается как Саркюля.

САРАКУЛЬ — деревня принадлежит Казённому ведомству, число жителей по ревизии: 49 м. п., 46 ж. п. (1838 год)

В пояснительном тексте к этнографической карте Санкт-Петербургской губернии П. И. Кёппена 1849 года она записана как деревня Saarenkylä (Саракуль) и указано количество её населения на 1848 год: савакотов — 6 м. п., 10 ж. п., всего 16 человек, остальные ижора и русские.
Согласно карте профессора С. С. Куторги 1852 года деревня называлась Саркюля.

САРАКУЛЬ — деревня Ведомства государственного имущества, 21 верста по почтовой, а остальное по просёлочной дороге, число дворов — 15, число душ — 41 м. п. (1856 год)

САРКУЛЬ — деревня, число жителей по X-ой ревизии 1857 года: 44 м. п., 55 ж. п., всего 99 чел.

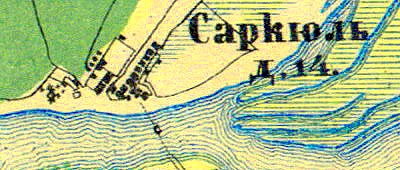
Деревня Саркюля на карте 1860 года

В 1860 году деревня насчитывала 14 крестьянских дворов и была связана паромом с деревней Венекюля.

САРКУЛЬ — деревня казённая при реке Россони, число дворов — 16, число жителей: 116 м. п., 74 ж. п.; Часовня. Лесопильный завод. (1862 год)

САРКУЛЬ — деревня, по земской переписи 1882 года: семей — 28, в них 62 м. п., 69 ж. п., всего 131 чел.

САРКУЛЬ — деревня, число хозяйств по земской переписи 1899 года — 36, число жителей: 83 м. п., 91 ж. п., всего 174 чел.
 разряд крестьян: бывшие государственные; народность: русская — 13 чел., финская — 133 чел., эстонская — 1 чел., смешанная — 27 чел.

В конце XIX — начале XX века деревня административно относилась к Наровской волости 2-го стана Ямбургского уезда Санкт-Петербургской губернии. Население деревни было однородным — ижорским.
В 1920 году по Тартускому мирному договору, территория на которой находилась деревня Саркюля, ныне известная как Эстонская Ингерманландия, отошла независимой Эстонии. В 1920 году в деревне числилось 29 землевладельцев, 53 домовладельца и 181 житель (12 эстонцев, 167 ижор и 2 ингерманландца), а так же в деревне находились 15 беженцев.
В период с 1920 по 1940 год деревня находилась в составе волости Нарва (до 1927 года в эстонских русскоязычных источниках называлась Наровская волость).
В 1922 году в деревне насчитывалось 33 хозяйства, в которых было 386 жителей. В Саркюля была своя школа и церковь. Деревню со всех сторон окружала вода — с севера Нарвский залив, с запада — река Нарова (сейчас Нарва), с юга — река Россонь, с востока — маленькая, ныне исчезнувшая речка, соединявшая озеро Тихое с Нарвским заливом. Остров занимал в длину около четырех километров и в ширину 1,5 километра.

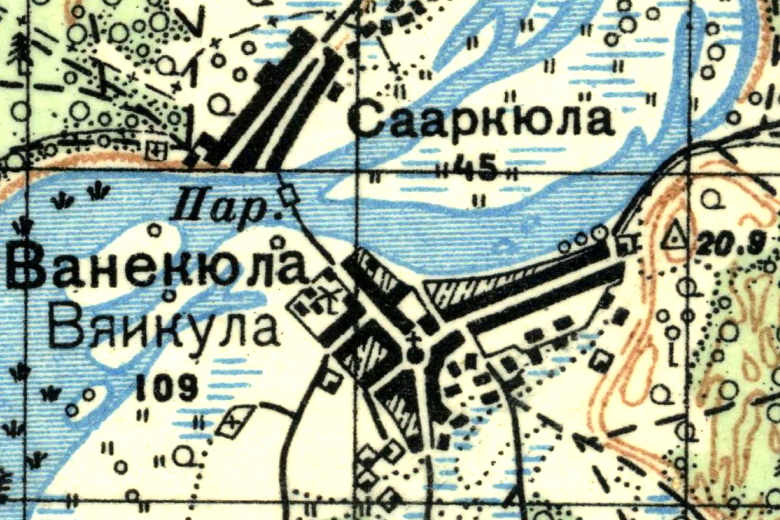
План деревни Саркюля. 1926 год

Согласно советской топографической карте 1926 года деревня называлась Сааркюля и насчитывала 45 крестьянских дворов. С деревней Венекюля она была связана паромом.
С 1936 по 1940 год в деревне жил поэт Игорь Северянин, в честь которого здесь проводится фестиваль авторской песни имени Игоря Северянина.
С 1940 по 1944 год деревня находилась в составе Эстонской ССР, с 1941 года под немецкой оккупацией.
В 1943 году в деревне проживали 83 человека. За жителями деревни числилось: 34,1 га обрабатываемых сельхозугодий, 11 лошадей, 24 коровы, 8 овец и 3 свиньи.
Деревня сгорела во время боёв 1944 года вместе с сосновыми лесами росшими на дюнах, а уцелевшие жители после войны переселились на западный берег реки Нарвы, в ЭССР.
В 1944 году деревня была передана в состав Ленинградской области РСФСР.
По данным 1966 и 1973 годов деревня входила в состав Куровицкого сельсовета Кингисеппского района.
По данным 1990 года деревня Саркюля входила в состав Кузёмкинского сельсовета.
Население деревни в 1997 году — 2 человека, в 2002 и 2007 годах — постоянного населения не было, в 2010 году проживало 5 человек.

## География
Деревня расположена в западной части района, на северном низменном берегу реки Россонь, напротив деревни Венекюля.
Расстояние до административного центра поселения — 17 км.

## Демография
| 1862 | 2007 | 2010 | 2017 |
| ---- | ---- | ---- | ---- |
| 190  | ↘0   | ↗5   | ↘1   |

Согласно данным Всероссийской переписи населения 2021 года в деревне проживали 68 человек, национальность не указали.

## Фото

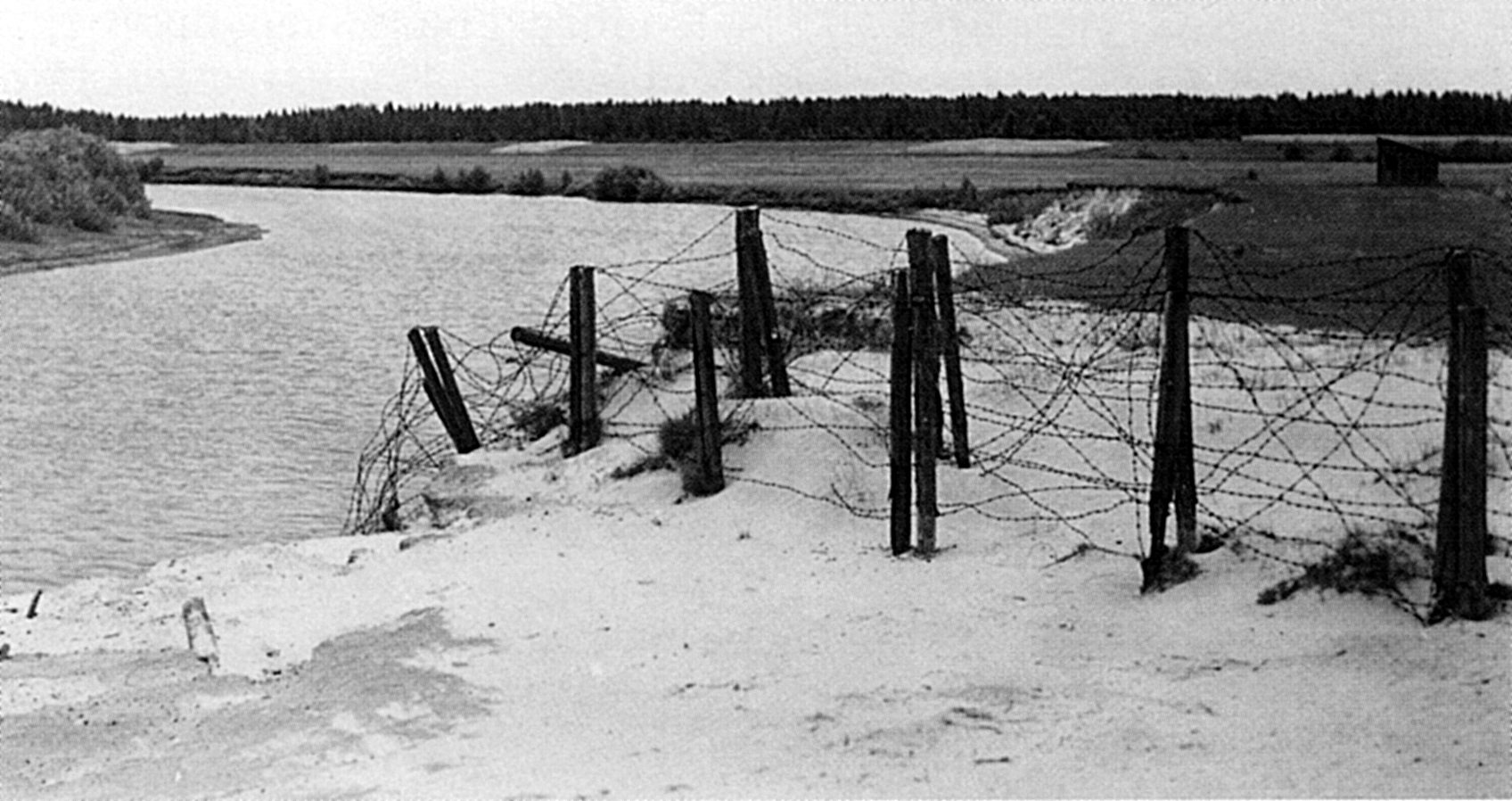
Река Россонь у деревни Саркюля. 1920 год

## Улицы
им. И. Северянина, Луговая.